# 百思买

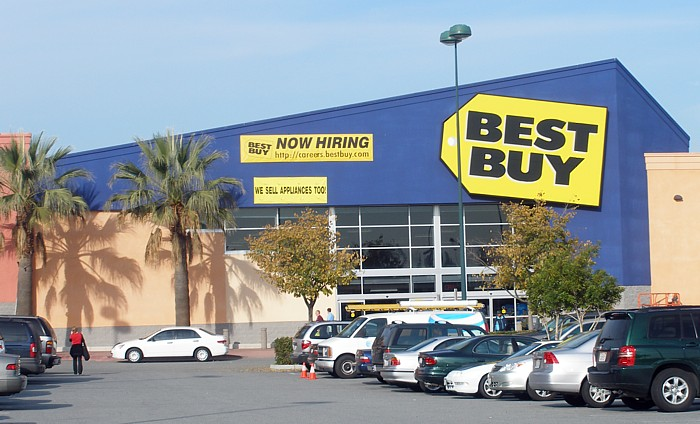
Best Buy 在加州 East Palo Alto的商場

百思買（Best Buy，：BBY）是一間來自美國的消費電子零售商，总部设在明尼苏达州的里奇菲尔德。它最初由理查德-M-舒尔茨和詹姆斯-惠勒于1966年创立，目前在墨西哥、加拿大设有分店。

## 历史
1966年成立于美国明尼苏达州，1987年在纽约证券交易所挂牌上市。全球共有超過1,150間店鋪，並在美國的機場、購物中心內設有超過100間以上的「Best Buy Express」無人自助商店。百思買創辦人兼主席舒爾策計劃於2012年6月21日年度股東會後辭任，留任董事至明年年會，現為最大股東的舒爾策正研究會否悉售20%股權。

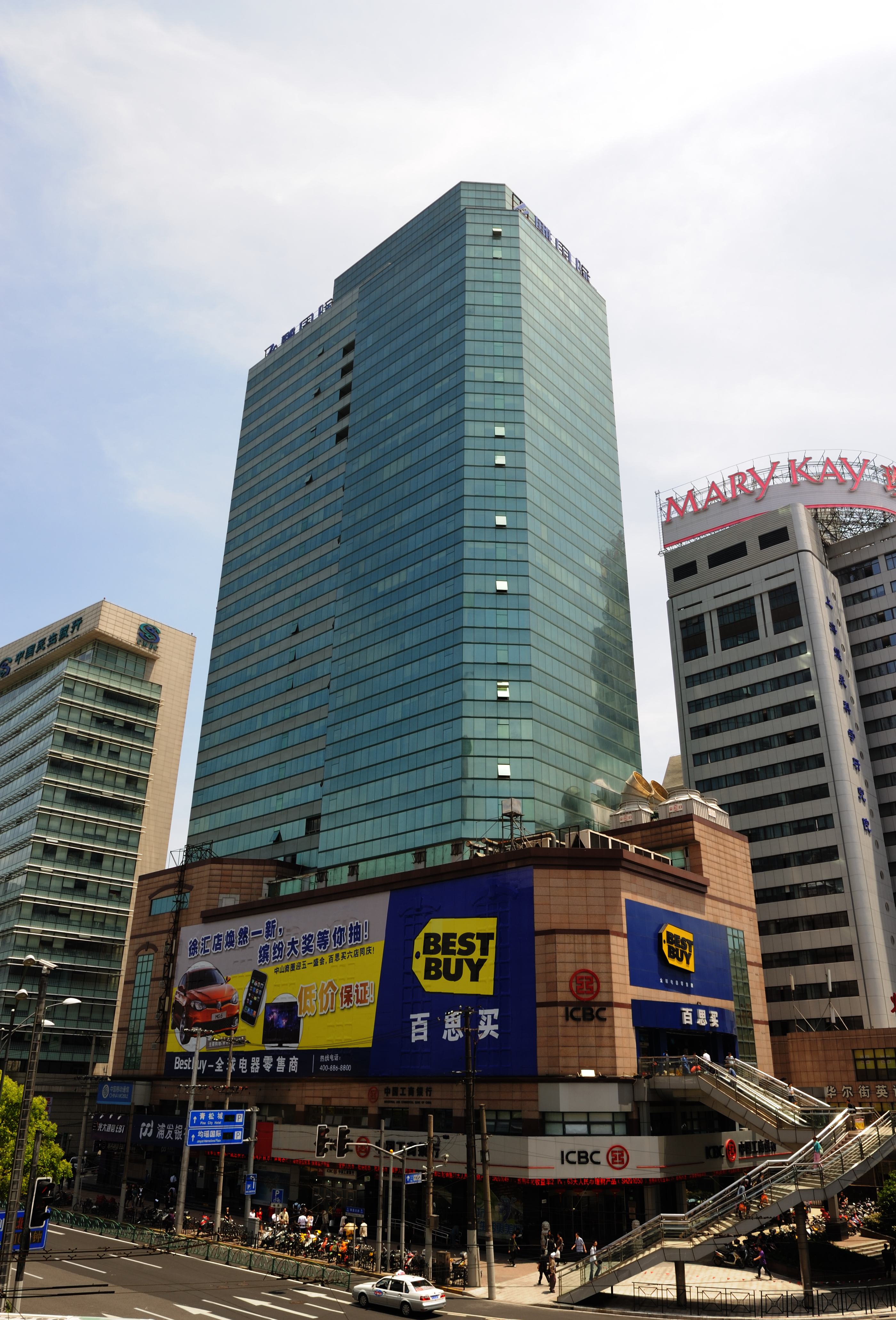
上海徐家匯門市，已於2011年2月22日結束營業

2006年与五星电器成立合资公司進軍中國零售市場，在中國的上海、蘇州和杭州陸續開設分店。2011年2月22日上午，百思買決定關閉中國全部9家百思買門店，引起員工不滿，退出原因為經營不善。但下午百思買決定由旗下五星电器接手兩家分店。2014年12月将五星电器卖给浙江佳源房地产集团，但售價不明。該發言人還稱，除採購業務外，正式退出中国市场。
2018 年 3 月 1 日，该公司宣布，由于收入低、成本高，将在 5 月底前关闭其在美国的 250 家独立的百思买移动（Best Buy Mobile）商店。 据报道，百思买移动商店占公司收入的 1%。
2019 年 4 月 15 日，百思买宣布，其现任首席财务官 Corie Barry 将于 2019 年 6 月接替自 2012 年 8 月起担任 CEO 的休伯特·乔利，乔利随后成为公司执行董事长；在 Covid-19 大流行导致的封锁和在家工作频率增加期间，百思买宣布其 2020 年第二季度在美国的在线销售额（计算机、打印机、平板电脑、健身技术和其他设备的购买量增加）翻了三倍。 尽管有这些声称的利润，但百思买在 2021 年初解雇了 5,000 多名员工，并迫使许多其他人担任兼职职位。。

## 荣誉
百思買曾在2004年被《福布斯》雜誌選為「年度公司」。

## 外部連結
- BestBuy.com （英文）
- 中國百思買的門市關閉聲明 （中文）